# JOnAS
Pour les articles homonymes, voir Jonas (homonymie).
JOnAS, qui signifie Java Open Application Server, était un serveur d'applications open source (licence GNU LGPL) multiplate-forme, et multi bases de données, permettant de bâtir des services applicatifs métier.
La dernière version stable date de 2013.

## Historique
Le projet a démarré en 1998.
Il était développé au sein du consortium OW2, consortium dont les membres fondateurs sont l'INRIA, France Télécom et Bull. OW2 est le premier consortium mondial dédié aux middlewares Open Source.
Depuis mars 2009 (version 5.1M5), JOnAS est un serveur d'application certifié Java EE 5 par Sun Microsystems.
JOnAS fut le serveur d'application de Red Hat (avant le rachat de JBoss). Il se place en seconde position sur le marché des serveurs d'application open-source, derrière JBoss[Quand ?]. Il bénéficie d'une excellente image technique et de quelques très grands déploiements dans le monde.[réf. nécessaire]
La dernière architecture de JOnAS, pour JOnAS 5, s'appuie sur un modèle de composants OSGi.

### L'abandon du projet
Le consortium ObjectWeb supportant le projet a cessé en 2015 et le projet a été abandonné.

## Applications: services web
JOnAS s'inscrit dans le cadre de la stratégie des applications orientées services (SOA), qui seront « la pierre angulaire des systèmes d'information ouverts et flexibles de demain », selon François Exertier, Manager R&D chez Bull et chef du projet JOnAS à OW2.
Ainsi, le projet permet le développement du commerce électronique, en s'appuyant sur le registre ebXML, à compléter avec le registre d'annuaires de services web UDDI.
L'architecture de la base UDDI offre en effet, pour la mise en œuvre des processus d'affaires, des possibilités d'accès à différents types d'entités métier, de services applicatifs métier, d'informations techniques sur les services web ainsi que le référencement aux modèles techniques nécessaires au déploiement.

## Note
1. ↑  OW2 renforce la communauté JOnAS et lance la première "édition d'entreprise" de son serveur d'application Open source